# Lista comunelor din Laghouat

Harta Algeriei cu provincia Laghouat evidențiată

Din provincia Laghouat fac parte următoarele comune:
- Aflou
- Aïn Madhi
- Aïn Sidi Ali
- Beidha
- Bennasser Benchohra
- Brida
- El Assafia
- El Ghicha
- El Houaita
- Gueltat Sidi Saad
- Hadj Mechri
- Hassi Delaa
- Hassi R'Mel
- Kheneg
- Ksar El Hirane
- Laghouat
- Oued Morra
- Oued M'Zi
- Sebgag
- Sidi Bouzid
- Sidi Makhlouf
- Tadjemout
- Tadjrouna
- Taouila